# هوانگ چان سونگ
هوانگ چان سونگ (کره‌ای: 황찬성؛ زادهٔ ۱۱ فوریه ۱۹۹۰) همچنین با نام چان‌سونگ (انگلیسی: Chansung) نیز شناخته می‌شود، خواننده، رپر، ترانه‌پرداز و بازیگر اهل کره جنوبی است. او عضو گروه پسرانه کره‌ای توپی‌ام است. او حرفه بازیگری خود را در سال ۲۰۰۶ در مجموعه کمدی ضربه عالی توقف‌ناپذیر آغاز کرد.